# Bogdan Igorewitsch Owsjannikow
Bogdan Igorewitsch Owsjannikow (russisch Богдан Игоревич Овсянников; * 5. Januar 1999 in Nischni Nowgorod) ist ein russischer Fußballtorwart.

## Karriere

### Verein
Owsjannikow begann seine Karriere bei Wolga Nischni Nowgorod. Zur Saison 2016/17 wechselte er zu Krylja Sowetow Samara. Zur Saison 2017/18 rückte er in den Kader der zweiten Mannschaft von Samara. Nach zwei Einsätzen in der Perwenstwo PFL wurde er allerdings im August 2017 nach Portugal an die Jugend von União Leiria verliehen. Zur Saison 2018/19 kehrte er wieder nach Samara zurück. Im März 2019 stand er erstmals im Profikader des Erstligisten, in der Saison 2018/19 kam er aber noch nicht zum Einsatz. Im September 2019 gab er dann im Cup sein Profidebüt. In der Liga blieb er in der Saison 2019/20 ohne Einsatz, Krylja Sowetow stieg zu Saisonende in die Perwenstwo FNL ab.
Im Oktober 2020 gab Owsjannikow dann sein Zweitligadebüt. Bis Saisonende kam er zu neun Einsätzen, zumeist war er allerdings dritter Tormann hinter Jewgeni Frolow und Iwan Lomajew. Zudem spielte er achtmal für die Reserve in der PFL. Mit den Profis von Samara schaffte er den direkten Wiederaufstieg. Im Anschluss daran debütierte er im Mai 2022 gegen Achmat Grosny schließlich in der Premjer-Liga. In der Saison 2021/22 absolvierte er zwei Erstligapartien, die meiste Zeit war Lomajew wieder gesetzt.

### Nationalmannschaft
Owsjannikow absolvierte im August 2018 ein Spiel für die russische U-20-Auswahl.